# Martwa natura z kuflem piwa i owocami
Martwa natura z kuflem piwa i owocami (ang. Still Life with Beer Mug and Fruit) – obraz olejny przypisywany Vincentowi van Goghowi, namalowany w 1881, znajdujący się w zbiorach Von der Heydt-Museum w Wuppertalu. 
Numer katalogowy: F 1a, JH 82 (usunięte).

## Historia
Obraz Martwa natura z kuflem piwa i owocami jest dziełem nieznanego, XIX-wiecznego artysty. Autorstwo obrazu przez dziesięciolecia przypisywane było Vincentowi van Goghowi. Obraz jest datowany na 1881 i dlatego pierwotnie zaliczany był do wczesnych dzieł Gogha. Ma wymiary 44,5 × 57,5 cm i został namalowany jako olej na płótnie. Pierwotnie stanowił część kolekcji niemiecko-szwajcarskiego bankiera, kolekcjonera i mecenasa sztuki Eduarda von der Heydta a po II wojnie światowej został podarowany miastu Wuppertal.

## Opis
Temat obrazu to martwa natura z kuflem do piwa i zgromadzonymi owocami. Artysta namalował swój obraz z użyciem ciemnych barw. Całe dzieło jest zdominowane przez czarne i brązowe tonacje. Uwagę zwracają nieostre kontury, widoczne zwłaszcza przy owocach.

## Autentyczność dzieła
Autentyczność tego i jeszcze jednego obrazu van Gogha znajdującego się w zbiorach Von der Heydt-Museum została podana w wątpliwość już podczas wystawy w 1987 w Wuppertalu.
W maju 2008 na polecenie dyrektora muzeum Gerharda Finckha obrazy: Martwa natura z kuflem piwa i owocami oraz Martwa natura z dzbankiem do kawy i kwiatami zostały poddane analizie ekspertów z instytutu badawczego Muzeum Vincenta van Gogha w Amsterdamie. Analizy dokonano między innymi z użyciem promieni rentgenowskich ponadto zbadano pigment, technikę malarską i zastosowane materiały. Wyniki badań ekspertów zostały przedstawione w prasie w październiku 2010 – okazało się, że oba obrazy nie są dziełami van Gogha. Martwa natura z kuflem piwa i owocami pozostaje jednak nadal w zbiorach Von der Heydt-Museum, w dziale „Nieznani artyści XIX wieku”.